# 中国银行南京分行旧址 (白下路)
中国银行南京分行旧址位于中国江苏省南京市秦淮区白下路23号（原城内珠宝廊），为三层钢筋混凝土结构大楼，外墙饰以淡黄色泰山面砖。该处原为大清银行江宁分行，1912年2月14日中国银行南京分行在此开业，现存建筑为1933年于原址上重建，由陆谦受、吴景奇设计，采用西方现代派风格。建筑曾一度作为中国工商银行白下路分理处，目前已闲置。